# Babcock Borsig
Die Deutsche Babcock AG übernahm nach der Neugründung als Borsig AG 1970 das inzwischen in eine GmbH umgewandelte (West-)Berliner Unternehmen und fügte 1999 den traditionsreichen Namen „Borsig“ in ihre Firmierung ein, um auf den internationalen Märkten die Eigenständigkeit zu unterstreichen.
Durch Verschmelzung des Maschinen- und Anlagenbauers Babcock-Borsig AG mit der BDAG Balcke-Dürr AG, handelt es sich nunmehr um eine gesellschaftsrechtliche Hülle, die im Rahmen des zum 1. September 2002 eröffneten Insolvenzverfahrens übrig geblieben ist.

## Firmengeschichte
Der Wandel im Konzern wurde mit der Namensänderung von Deutsche Babcock Aktiengesellschaft in Babcock-Borsig AG im Jahr 1999 vollzogen und war nur ein letzter Akt in der bewegten Geschichte dieses Unternehmens. Firmensitz war durchgehend Oberhausen.

### Der Aufbau (1898–1945)

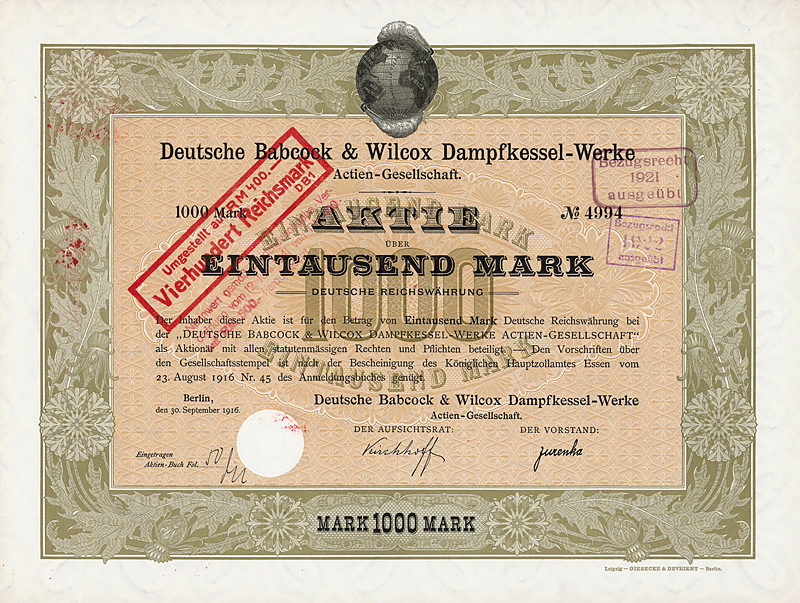
Aktie über 1000 Mark der Deutsche Babcock & Wilcox Dampfkessel-Werke AG vom 30. September 1916

Der Name Babcock stammt von der in London im Jahr 1891 gegründeten Babcock und Wilcox Ltd., einer Tochterfirma der US-amerikanischen Babcock & Wilcox, die 1898 die Deutsche Babcock & Wilcox Dampfkessel-Werke Aktien-Gesellschaft mit einem Stammkapital von 2 Mio. Reichsmark gründete und hieran 51 % der Anteile hielt. Erstmals 1909 wurden Aktien der Deutschen Babcock & Wilcox Dampfkessel-Werke an der Berliner Börse gehandelt. In den folgenden Jahren und Jahrzehnten zeichnete sich Babcock durch verschiedene Innovationen auf dem Gebiet des Kesselbaus aus, etwa der ersten Staubfeuerung der Welt für einen Kessel und den Bau des ersten Benson-Kessels.
1939 wurden die Deutschen Babcock & Wilcox Dampfkessel-Werke aufgrund der britischen Mehrheitsbeteiligung dem Reichskommissar für die Behandlung feindlichen Vermögens unterstellt. Am 25. März 1945 stellten die Babcock-Werke ihre Arbeit ein, blieben jedoch aufgrund der britischen Mehrheitsbeteiligung von der Demontage verschont. Noch im selben Jahr wurde die Produktion wieder aufgenommen.

### Der Ausbau (1945–1975)

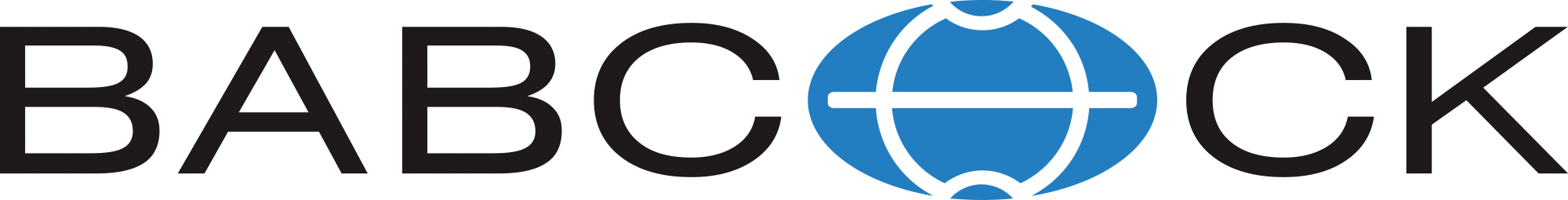
Firmenlogo Deutsche Babcock seit 1975

Konnte diese Mehrheitsbeteiligung zu einer schnellen Wiederaufnahme der Produktion in Oberhausen beitragen, so war sie in den nächsten Jahrzehnten eher hinderlich: Trotz weitgehenden Wegfalls der mit der britischen Gesellschaft vereinbarten Gebietsgrenzen im Nachgang zur Einführung der Europäischen Wirtschaftsgemeinschaft behielt sich die britische Muttergesellschaft die wesentlichen Weltmärkte außerhalb Europas vor. Abhilfe konnte erst 1975 erreicht werden, als der Iran den Briten eine Beteiligung von 25,02 % an der Deutschen Babcock AG abkaufte. Hierdurch wurde der Weg auch auf bedeutende Märkte außerhalb Europas frei. Aufgrund des anhaltenden Wachstums wurde schon 1966 begonnen, den Konzern nach den Geschäftsbereichen Maschinenbau, Verfahrens- und Umwelttechnik und energietechnischem Anlagenbau zu strukturieren. 1970 erwarb Babcock die West-Berliner Firma Borsig.

### Die weitere Expansion (1975–1999)
Ein Schwerpunktprojekt war in dieser Phase die Lieferung des Reaktorsystems am in der Folge nur relativ kurz betriebenen Kernkraftwerk Mülheim-Kärlich. Umstrukturierungen sollten in den nächsten Jahrzehnten zum Alltag gehören: 1981 wurde die Deutsche Babcock AG (auch Deutsche Babcock Anlagen AG) zu einer reinen Holding, die zwischenzeitlich mehrere hundert Tochterfirmen zu verwalten hatte. Anfang der 1980er Jahre profitierte die Deutsche Babcock von dem aufkommenden Umweltbewusstsein; verschärfte Abgaswerte für Industrieanlagen und erhöhte Wirkungsgrade sorgten für gefüllte Auftragsbücher. 1987 verkaufte Iran seine Anteile, diese wurden breit gestreut. 1988 war die Deutsche Babcock AG Gründungsmitglied des von der Deutschen Börse eingeführten Deutschen Aktienindex, der die Kursentwicklung der 30 größten deutschen Unternehmen abbildet.
Die Aktie der Deutschen Babcock AG war am 15. September 1995 der erste Wert, der aus dem Dax „abstieg“: Aufgrund zu geringer Marktkapitalisierung verdrängte die SAP AG die Aktie, die anschließend im MDax notiert wurde. 1997 kam es zu einer umfassenden Neuausrichtung der Konzernstruktur, es wurden sieben Bereiche nach den operativen Geschäftsfeldern geschaffen, in die die jeweiligen Konzerngesellschaften eingeordnet wurden.

### Entwicklung zur „Babcock-Borsig AG“ und Krise (1999–2002)

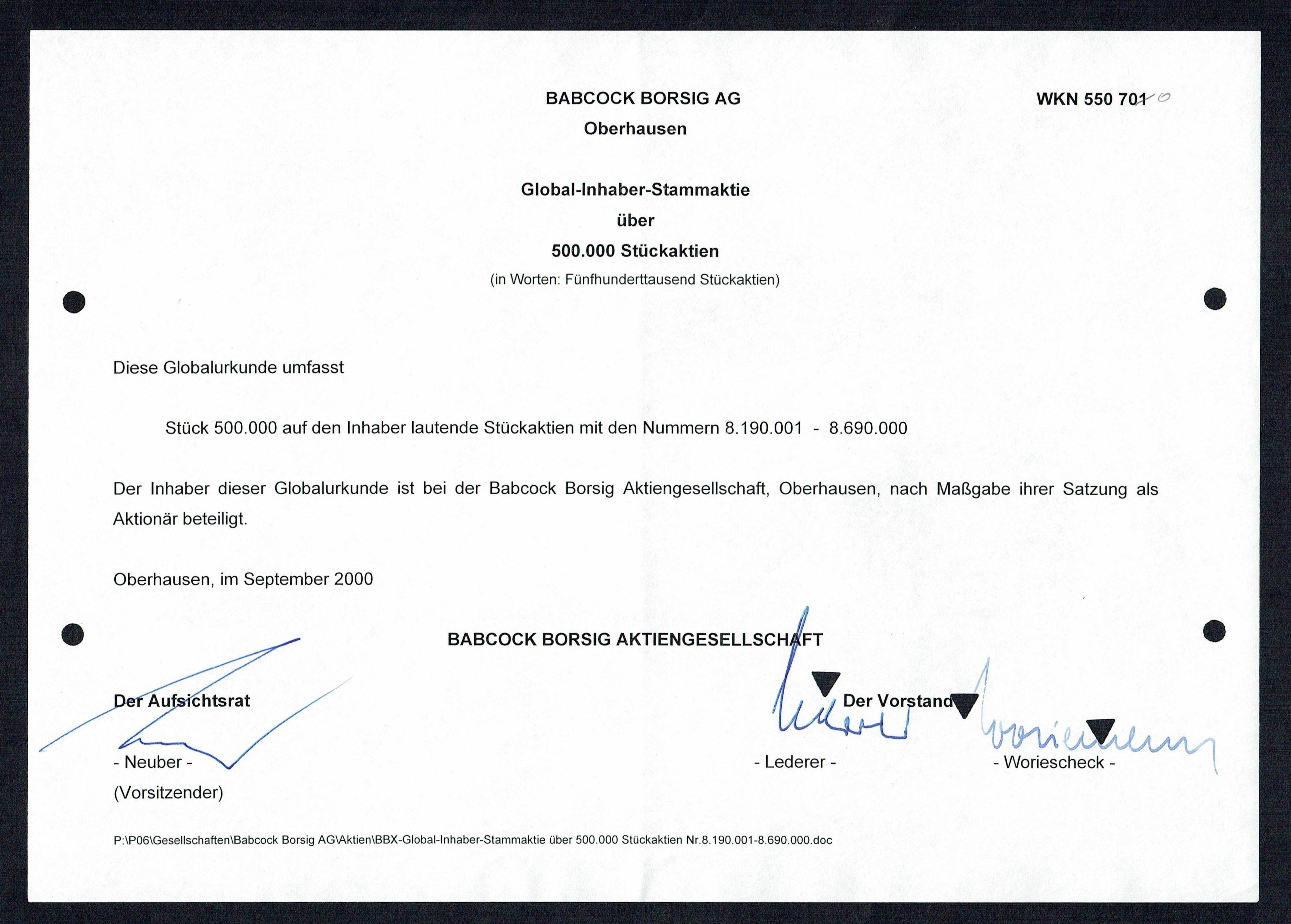
Global-Inhaber-Aktie über 500.000 Stammaktien der Babcock Borsig AG vom September 2000

1999 übernahm die Babcock-Borsig AG das Industrie- und Werftengeschäft der Preussag, diese wurde hierdurch Großaktionär bei dem nun als Babcock-Borsig AG firmierenden Unternehmen. Im Jahr 2001 wurden diese Aktiengesellschaft und die hundertprozentige Tochter BDAG Balcke-Dürr miteinander zur Babcock-Borsig AG verschmolzen.
Mitte 2002 gab die Babcock-Borsig AG akute finanzielle Schwierigkeiten bekannt. Neben dem damaligen Ministerpräsidenten des Landes Nordrhein-Westfalen Wolfgang Clement bemühte sich auch der damalige Bundeskanzler Gerhard Schröder um die Rettung des Konzerns. Am 4. Juli 2002 erklärte sich dieser für zahlungsunfähig und stellte vor dem Amtsgericht Duisburg einen Antrag auf Eröffnung des Insolvenzverfahrens. Zu diesem Zeitpunkt arbeiteten rund 20.000 Menschen für die durch Babcock-Borsig verwalteten Gesellschaften. Am 1. September 2002 wurde das Insolvenzverfahren über das Vermögen von Babcock-Borsig eröffnet. Es handelte sich hierbei um das erste große Insolvenzverfahren in Deutschland, das in Eigenverwaltung nach der damals noch recht neuen Insolvenzordnung durchgeführt wurde. Geschäftsführer der wesentlichen operativen Gesellschaften war Hans-Gerd Jauch.
Große Teile des Konzerns konnten verkauft und weiterbetrieben werden, übrig blieb die Hülle der Holdinggesellschaft Babcock-Borsig AG i.I., wobei seit 1. März 2004 im Insolvenzverfahren die Eigenverwaltung beendet wurde, so dass das Verfahren seither durch einen Insolvenzverwalter abgewickelt wird.
Der Bereich Energietechnik firmiert seit 2004 als Hitachi Power Europe mit Sitz in Duisburg.
Im Jahr 2005 wurden alle Anteile der Babcock Borsig Service von Bilfinger in Mannheim übernommen. Aufgrund des Wachstums etablierte Bilfinger 2006 ein eigenständiges Geschäftsfeld mit der Bilfinger Berger Power Services als Führungsgesellschaft.

## Wesentliche Beteiligungen
In ihrer langen Geschichte war die Deutsche Babcock AG bzw. Babcock-Borsig AG unter anderem zu teilweise bedeutenden Anteilen an folgenden Unternehmen beteiligt:
- Borsig GmbH
- Howaldtswerke-Deutsche Werft (HDW)
- Balcke-Dürr
- Vereinigte Kesselwerke
- Lufthansa (Sparte Gebäudemanagement)
- Schumag
- Omnical
- Babcock-BSH
- L. & C. Steinmüller
- Nordex
- Moenus Textilmaschinen AG (börsennotiert, bis 2000, Verkauf durch MBO an CEO Peter Boden)[1]